# Henrik gloucesteri herceg
Henrik gloucesteri herceg (Sandringham House, 1900. március 31. – Barnwell Manor, 1974. június 10.) brit katonatiszt, 1945–1947 között Ausztrália főkormányzója. V. György brit király és Teck Mária brit királyné harmadik fia , II. Erzsébet brit királynő nagybátyja volt.
1936-ban bátyja, VI. György brit király megkoronázása után trónörökös unokahúga, Erzsébet hercegnő potenciális gyámjává nevezték ki arra az esetre, ha a király váratlanul elhalálozna és Erzsébet még fiatalkorú lenne. A trónörökös gyámjaként az Egyesült Királyságban kellett maradnia Erzsébet nagykorúságáig.
Henrik herceg élete nagy részében a brit hadsereg katonája volt. 1974-es haláláig VIII. Eduárd után V. György leghosszabb életű gyermeke és a Szt. Patrik lovagrend utolsó tagja volt.

## Fiatalkora
Henrik herceg 1900. március 31-én született a norfolki Sandringham Househoz tartozó York Cottage-ban. Apja György yorki herceg, VII. Eduárd brit király utóda és Viktória brit királynő unokája. Anyja Teck Mária yorki hercegné. Szüleinek harmadik gyermeke volt. Viktória királynő 1898-as királyi adománylevele értelmében születése óta járt neki a brit királyi hercegi cím, megszólítása Ő királyi fensége Yorki Henrik herceg volt. Miután apját 1910-ben megkoronázták, megszólítása Ő királyi fensége Henrik herceg lett.
1900. május 17-én keresztelték meg a windsori kastély kápolnájában, keresztszülei többek között Viktória királynő, II. Vilmos német császár, Beatrix brit királyi hercegnő, Thyra dán királyi hercegnő és György görög királyi herceg.

Henrik herceg Etonban végezte tanulmányait 1913 szeptemberétől – az első világháború alatt ugyancsak itt tanult Lipót belga koronaherceg, a későbbi III. Lipót belga király.

## Katonai pályája
Bátyjaival ellentétben Henrik a brit hadsereget választotta a Királyi Haditengerészet helyett. 1919-től a Sandhursti Királyi Katonai Akadémia hallgatója volt, majd a tiszti fokozat megszerzése után 1919-1920-ban a Cambridge-i Egyetem hallgatója volt, majd 1921-ben a 10. Királyi Huszárezred tisztje lett. Később a Király Saját Lövészhadtestjében szolgált, mielőtt 1936-ban leszerelték volna. Henrik jó atléta volt, rendszeresen krikettezett, teniszezett, hosszútávfutó volt, illetve rugbyt játszott.
1936-ban lépett trónra, majd még ebben az évben lemondott VIII. Eduárd brit király, utóda Henrik herceg bátyja lett. VI. György néven. Henrik leszerelt a brit hadseregtől, hogy a királyi család tagjaként hivatalos feladataira tudjon koncentrálni. 1938-ban majdnem elvállalta az ausztrál főkormányzói posztot, amit végül öccse, György kenti herceg kapott.
A második világháború kitörése után ismét aktív szolgálatba helyezték, és összekötőtisztként szolgált. 1940-ben törzstiszti kocsiját légitámadás érte, Henrik herceg könnyű sérüléseket szerzett. 1940-ben a 20. páncélozott dandár parancsnokhelyettesévé nevezték ki. 1941-ben és 1942-ben meglátogatta Gibraltárt, majd 1942 során a Ceylonban (Srí Lanka), Indiában és Észak-Afrikában állomásozó brit katonákat.
1955-ben tábori marsallá léptették elő, illetve 1958-ban a légierő marsallja lett.

## Gloucester hercege
1928. március 31-én, 28. születésnapján apja neki adományozta a Gloucester hercege, Ulster grófja és Culloden bárója címeket. 1934-ben V. György kinevezte a ír Szt. Patrik Lovagrend lovagjává, utána már csak a későbbi VI. György kapta meg a kinevezést. Halálakor Henrik herceg volt a lovagrend utolsó élő tagja.

## Házassága és családja
1935. november 6-án vette feleségül Lady Alice Christabel Montagu Douglas Scottot, John Montagu Douglas Scott, Buccleuch 7. hercegének lányát. Az esküvőre a tervek szerint a Westminsteri apátságban került volna sor, de Lady Alice apja pár nappal az esküvő előtt elhunyt, és a szertartást a St James's-palota kápolnájában tartották meg.
A hercegi párnak két gyermeke született:
- Vilmos gloucesteri herceg, 1941–1972
- Richárd gloucesteri herceg, (1944–, a hercegi cím jelenlegi viselője)

## Ausztrália főkormányzójaként

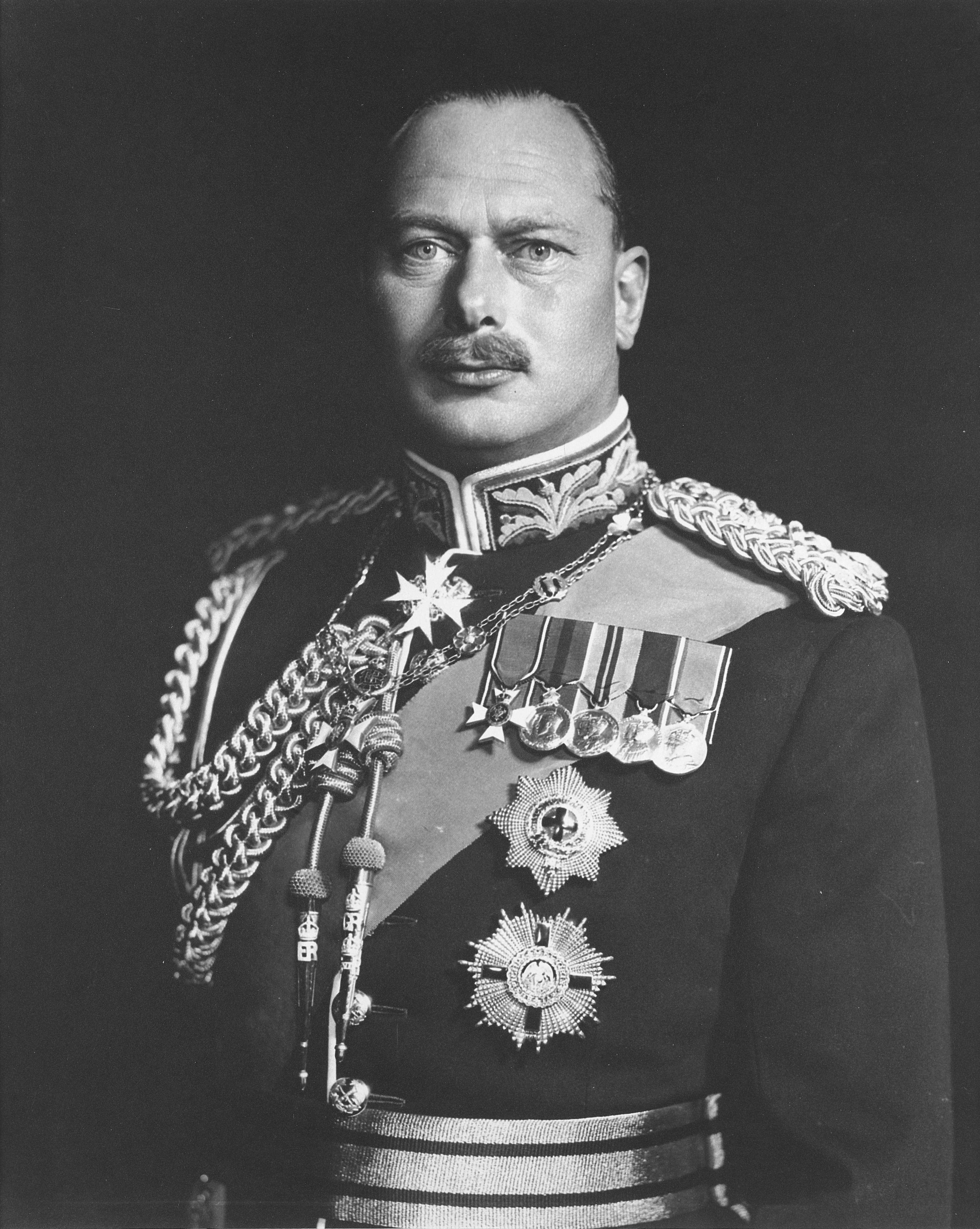
Henrik gloucesteri herceg 1945-ben, Ausztrália főkormányzójaként.

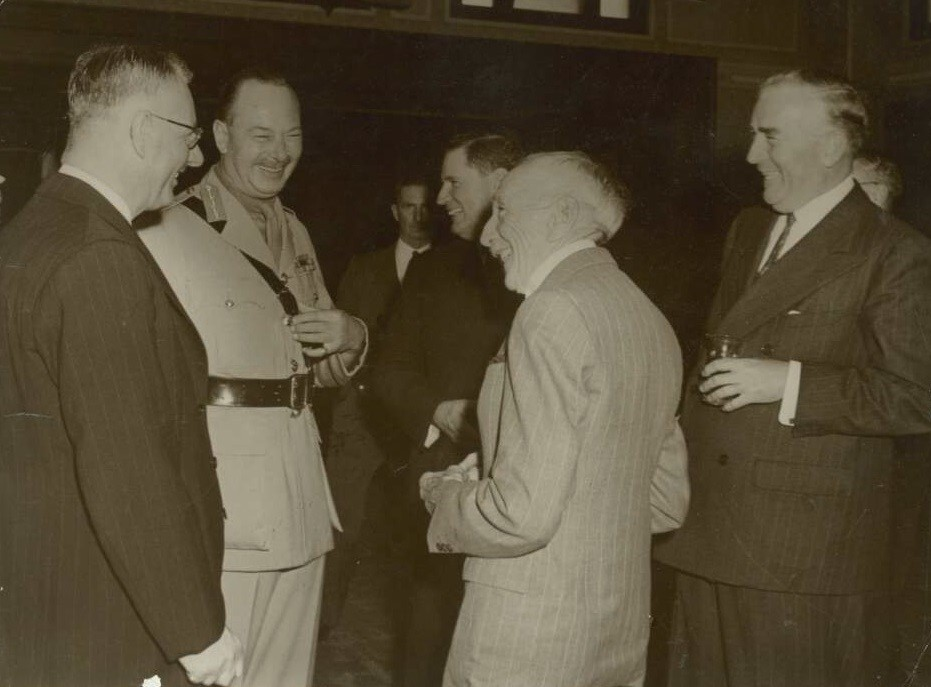
Henrik herceg ausztrál politikusokkal. A képen balról jobbra: John Curtin, Henrik herceg, Arthur Fadden, Billy Hughes és Robert Menzies korábbi miniszterelnökök

1942-ben öccse, György kenti herceg repülőbalesetben elhunyt. György herceget eredetileg a brit uralkodót ausztráliai államfői feladatai ellátásában helyettesítő főkormányzónak (Governor General of Australia) akarták kinevezni, miután az előző főkormányzó, Sir Alexander Hore-Ruthven mandátuma lejárt. György halála után Henrik herceget jelölte a tisztségre 1943. november 15-én az ausztrál miniszterelnök, John Curtin. A döntés azt jelentette, hogy Curtin szakított azzal a hagyománnyal, hogy ausztrál születésű személyeket nevezett ki főkormányzónak. Emellett egyesek felvetették, hogy Henrik herceg hírneve nem valami jó Ausztráliában. Curtin azonban kitartott döntése mellett - azzal érvelt, hogy azért választotta a királyi család egyik tagját, mert ez szorosabbra fűzte Nagy-Britannia és Ausztrália kapcsolatait, politikailag eltávolította az országot az Egyesült Államoktól és politikailag semleges döntés volt, amelyet a parlament jobb- és baloldali pártjai is elfogadtak.

Miután egy elsötétített óceánjárón megtették az utat Nagy-Britannia és Ausztrália között (az út során végig fennállt a veszély, hogy ellenséges tengeralattjárók megtorpedózzák a hajót), Henrik herceg és felesége 1945. január 28-án érkezett meg Sydney-be és két nappal később Canberrában beiktatták hivatalába. A hőség, a legyek, a kígyók, a patkányok és a hivatalos rezidencia elszigeteltsége ellenére a hercegi pár bátran vette az akadályokat. Két fiatal gyermekük népszerű volt az ausztrálok körében és széles körű utazásaik - Ausztrália minden államába ellátogattak - révén mindenhol bekapcsolódhattak a világháború végét ünneplő rendezvényekbe.
Henrik herceg jól viselte a hivatalával járó feladatokat, kivéve amikor házigazdát kellett játszania és vendégeket fogadnia - félénk természete miatt nagyon merevnek és visszahúzódónak tűnt az ausztrálok szemében. Amikor Curtin 1945-ben meghalt, utódjaként a herceg Frank Forde-ot nevezte ki miniszterelnöknek. Henrik herceg 1947. január 17-én repülőn hagyta el Ausztráliát, mivel dél-afrikai körútja alatt régensként kellett helyettesítenie bátyját, VI. György királyt. Távozása előtt még utolsó gesztusként az ausztrál kormánynak és népnek ajándékozta magánrepülőgépét.

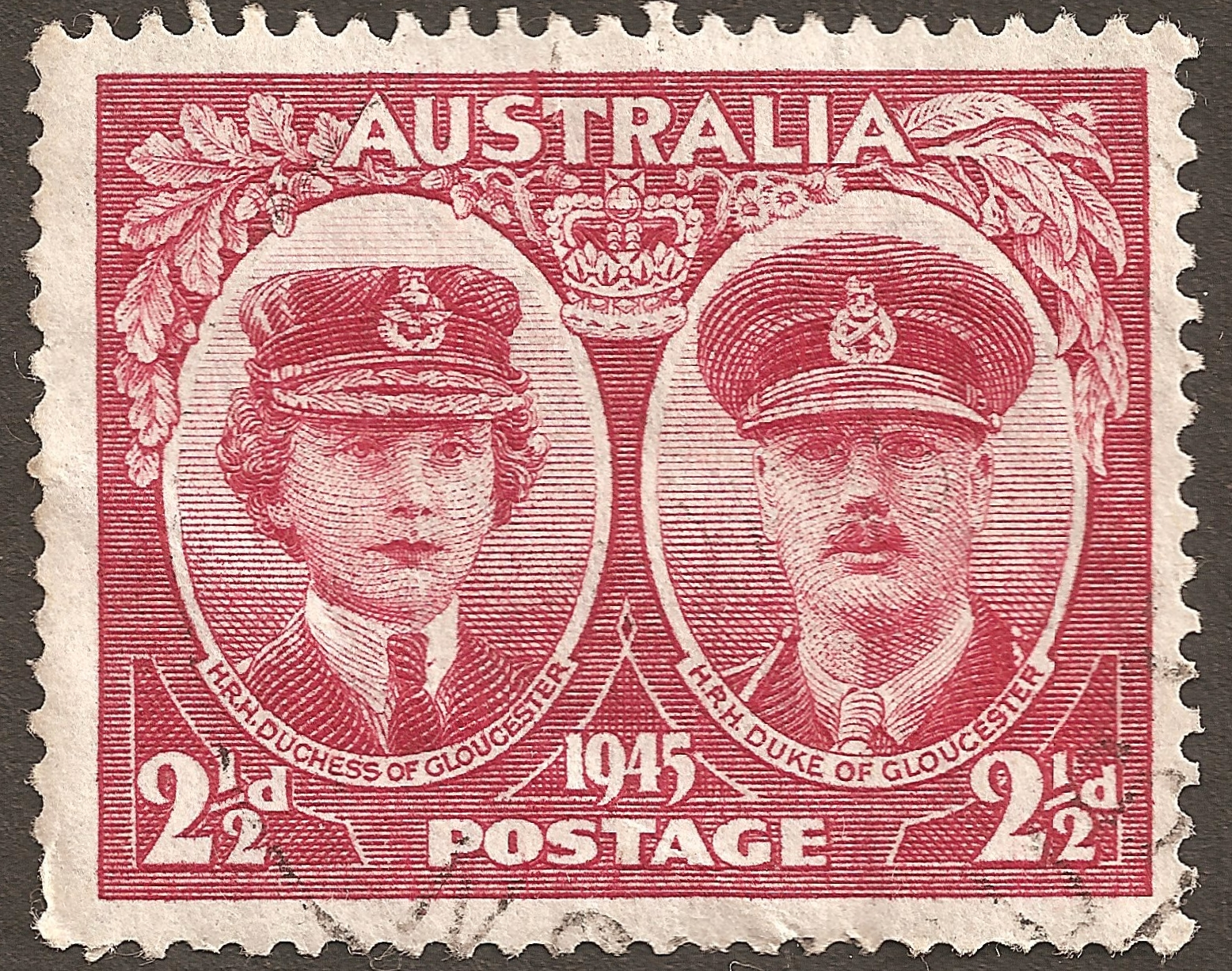
1945-ös ausztrál bélyeg, amely Henrik herceget és Alice hercegnét ábrázolja

Az Egyesült Királyságba való visszatérése után Henrik herceg és felesége a Northamptonshire-ben található Barnwell Manorba költözött, miközben londoni rezidenciának megkapták a Kensington-palota egyik lakosztályát. Továbbra is részt vettek a királyi család hivatalos eseményein és képviselték az uralkodót különféle alkalmakkor. Henrik herceg elsősorban kórházakat, fiatalokkal foglalkozó intézményeket látogatott. 1953-ban részt vett unokahúga, II. Erzsébet koronázásán. 1965-ben még visszatértek egy látogatásra Ausztráliába. A királynő képviseletében más tengerentúli utakon is részt vettek.

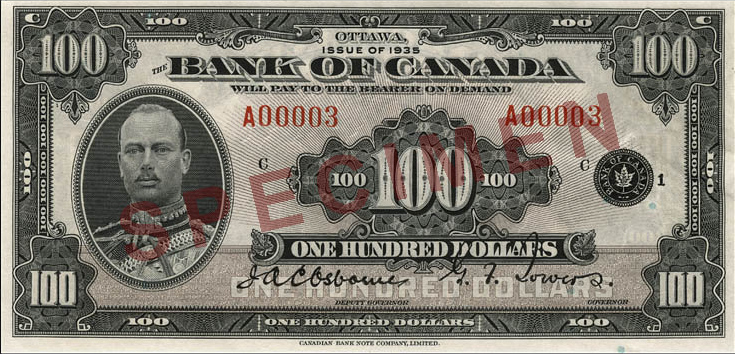
A Bank of Canada 1935-ös sorozatú 100 dolláros bankjegye Henrik gloucesteri herceg portréjával. Az 1935-ös sorozat címleteinek többsége a brit királyi család egy-egy tagját ábrázolta.

Utolsó éveiben számos kisebb agyvérzést szenvedett. 1972-ben idősebbik fia, Vilmos herceg elhunyt egy repülőbalesetben. Henrik 1974. június 10-én halt meg, utána fia, Richárd örökölte a hercegi címet. Özvegye megkapta II. Erzsébet engedélyét, hogy haláláig az Alice hercegnő, gloucesteri hercegné címet használja, ezzel is megkülönböztetve magát Richárd feleségétől (aki szintén jogosult volt a gloucesteri hercegné címre). Alice hercegnő 2004-ben halt meg, a brit királyi család leghosszabb életű tagjaként.

## Címei és kitüntetései

### Címei
- 1900. március 31. – 1901. január 22.: Ő királyi fensége Yorki Henrik herceg
- 1901. január 22. – 1901. november 9.: Ő királyi fensége Cornwalli és Yorki Henrik herceg
- 1901. november 9. – 1910. május 6.: Ő királyi fensége Henrik walesi herceg
- 1910. május 6. – 1928. március 28.: Ő királyi fensége Henrik brit királyi herceg
- 1928. március 28. – 1974. június 10.: Ő királyi fensége Gloucester hercege
  - csak Ausztráliában: 1945. január 30. – 1947. március 11.: Ő királyi fensége és őnagyméltósága Gloucester hercege, Ausztrália főkormányzója

### Kitüntetései
- KG: A Térdszalagrend lovagja (1921)
- KT: A Bogáncsrend lovagja (1931)
- KP: A Szt. Patrik-rend lovagja (1934)
- GCB: A Bath-rend nagymestere és nagykeresztes lovagja (1951)
- GCMG: A Szt. Mihály és Szt. György-rend nagykeresztes lovagja (1935)
- GCVO: A Királyi Viktória Rend nagykeresztes lovagja (1922)
- GCStJ: A Szent János Tisztelt Rendje házfőnöke
- Királyi Viktória Lánc
- Krizantémrend, 1929 (Japán).[6]

### Katonai kinevezései
- A Királyi Inniskilling Lövészezred tiszteletbeli ezredese
- A Skót Őrezred tiszteletbeli ezredese

## Henrik, Gloucester 1. hercege leszármazottai
A hercegi cím örököse az „Ulster górfja“ címet, az örökös örököse a „Lord Culloden“ címet viseli. A herceg címet nem viselő fiát Lord, a lányát Lady cím illeti, ahogy ezt feltüntettük. A nem hercegi apától való leszármazottak nem viselnek Lord vagy Lady címet.
- V. György brit király (1865. június 3. – 1936. január 20.) Felesége: Teck Mária
  - VIII. Eduárd brit király
  - VI. György brit király
  - Mária brit királyi hercegnő
  - Henrik Gloucester 1. hercege (1900. március 31. - 1974. június 10.) Felesége: Alice Christabel Montagu Douglas Scott
    - Vilmos királyi herceg (1941. december 18. – 1972. augusztus 28.)[24]
    - Richárd Gloucester 2. hercege (1944, augusztus 26. – ) Felesége: Birgitte van Deurs (1946–)
      - Alexander Windsor, Ulster grófja (1974. október 24. Felesége: Claire Booth (1977–)
        - Xan Windsor, Lord Culloden (2007. március 12.–)
        - Lady Cosima Windsor (2010–)

      - Lady Davina Windsor (1977–) Férje: Gary Lewis
        - Senna Lewis (2010–)
        - Tāne Lewis (2012–)

      - Lady Rose Windsor (1980–) Férje: George Gilman
        - Lyla Gilman (2010–)
        - Rufus Gilman (2012–)

  - György kenti herceg
    - innen lásd Kent hercege

  - János brit királyi herceg